# Heteronympha solandri
Heteronympha solandri är en fjärilsart som beskrevs av Waterhouse 1904. Heteronympha solandri ingår i släktet Heteronympha och familjen praktfjärilar. Inga underarter finns listade i Catalogue of Life.

## Bildgalleri

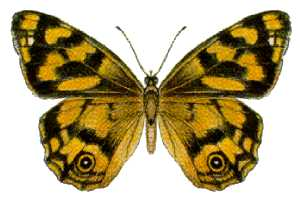